# The Little Rascal
The Little Rascal è un cortometraggio muto del 1922 sceneggiato e diretto da Arvid E. Gillstrom.

## Produzione
Il film fu prodotto dalla Century Film (come Century Comedies).

## Distribuzione
Distribuito dall'Universal Film Manufacturing Company, il film - un cortometraggio in due bobine - uscì nelle sale cinematografiche USA il 24 maggio 1922.